# جون كيد (لاعب كرة قدم)
جون كيد (بالإنجليزية: John Kidd)‏ هو لاعب كرة قدم بريطاني في مركز الهجوم، ولد في 15 يناير 1936 في بيركنهيد ‏ في المملكة المتحدة. لعب مع نادي إيفرتون ونادي ترانمير روفرز.